# Le Noyer (Cher)
Le Noyer ist eine französische Gemeinde mit 236 Einwohnern (Stand: 1. Januar 2022) im Département Cher in der Region Centre-Val de Loire. Sie gehört zum Arrondissement Bourges und zum Kanton Sancerre.

## Lage
Le Noyer liegt etwa 40 Kilometer nordöstlich von Bourges. Umgeben wird Le Noyer von den Nachbargemeinden Jars im Norden und Osten, Menetou-Râtel im Osten und Südosten, Sens-Beaujeu im Südosten und Süden sowie La Chapelotte im Südwesten und Westen.

## Bevölkerungsentwicklung
| Jahr                       | 1962 | 1968 | 1975 | 1982 | 1990 | 1999 | 2006 | 2019 |
| Einwohner                  | 491  | 398  | 350  | 296  | 265  | 266  | 271  | 217  |
| Quellen: Cassini und INSEE |      |      |      |      |      |      |      |      |

## Sehenswürdigkeiten
- Kirche Notre-Dame
- Schloss Boucard, seit 1995 Monument historique

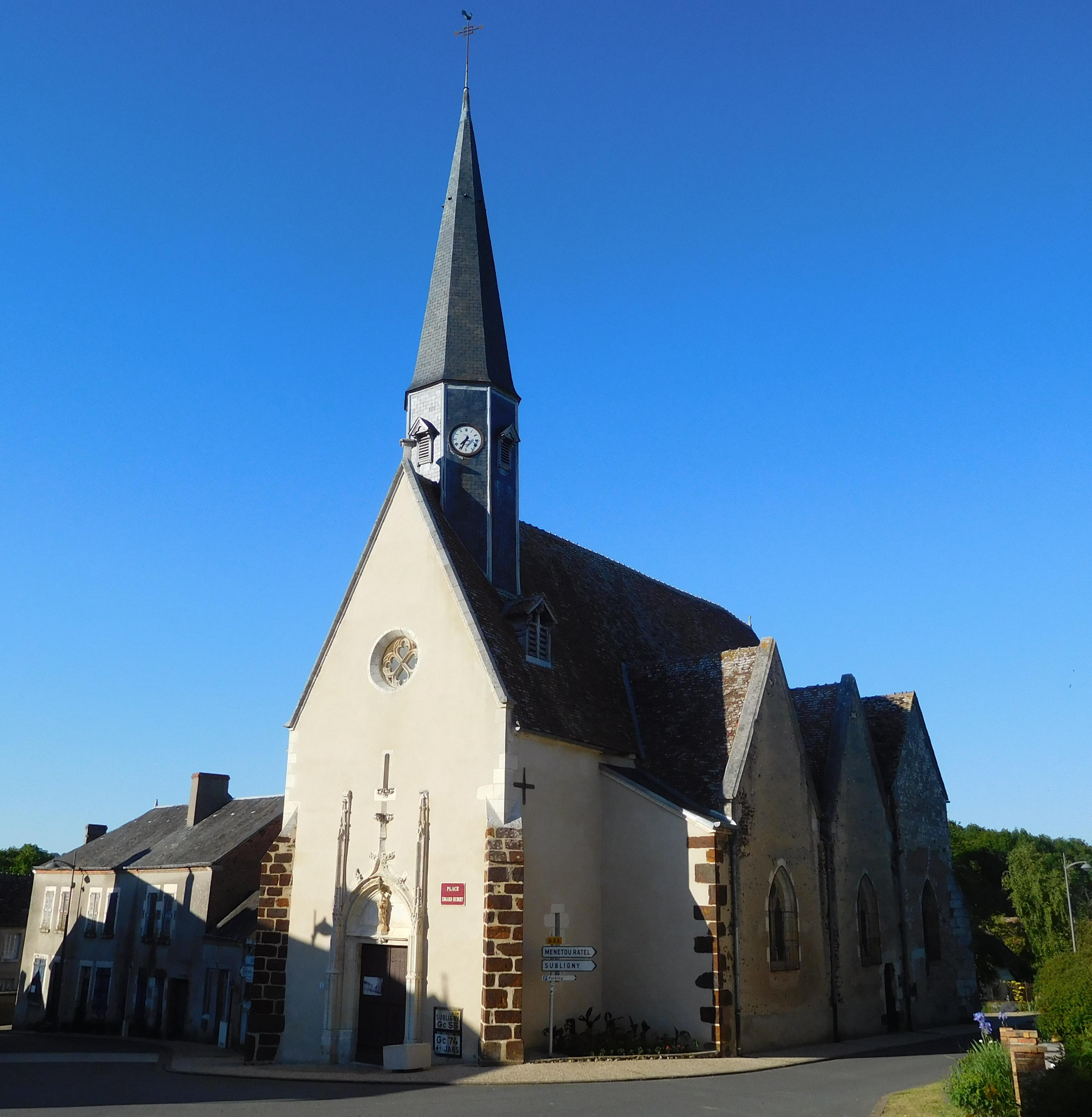
Kirche Notre-Dame
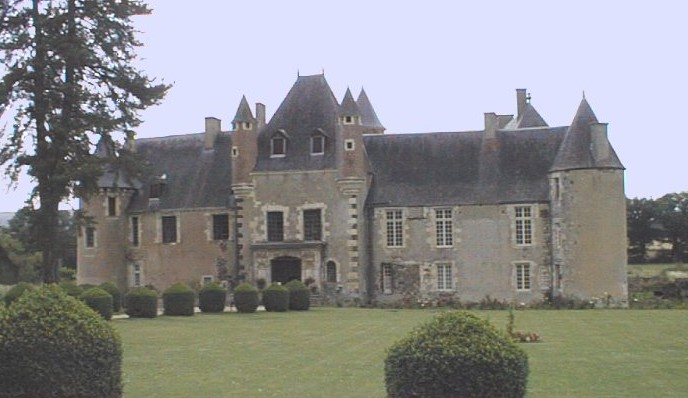
Schloss Boucard